# Ableitung (Logik)
Eine Ableitung, Herleitung, oder Deduktion ist in der Logik die Gewinnung von Aussagen aus anderen Aussagen. Dabei werden Schlussregeln auf Prämissen angewandt, um zu Konklusionen zu gelangen. Welche Schlussregeln dabei erlaubt sind, wird durch den verwendeten Kalkül bestimmt.
Die Ableitung ist zusammen mit der semantischen Folgerung eine der zwei logischen Methoden, um auf die Konklusion zu kommen.

## Beispiel: Aussagen- und Prädikatenlogik
Der Sequenzenkalkül beschäftigt sich mit der Ableitung von Sequenzen der Gestalt {\displaystyle \Gamma \varphi }
mit Hilfe der Sequenzenregeln.
Zur Illustration nehmen wir die Herleitung des Satzes vom ausgeschlossenen Dritten. Die verwendeten Regeln {\displaystyle (Ann),(\vee -Kon1),(\vee -Kon2),(FU)} werden in den Regeln des Sequenzenkalküls der Prädikatenlogik erster Stufe beschrieben.
{\displaystyle {\begin{alignedat}{3}{\text{1. Ableitungsschritt:}}\quad &\varphi \varphi &\quad &(Ann)\\{\text{2. Ableitungsschritt:}}\quad &\varphi (\varphi \vee \neg \varphi )&\quad &(\vee -Kon1):\,1.\\{\text{3. Ableitungsschritt:}}\quad &\neg \varphi \neg \varphi &\quad &(Ann)\\{\text{4. Ableitungsschritt:}}\quad &\neg \varphi (\varphi \vee \neg \varphi )&\quad &(\vee -Kon2):\,3.\\{\text{5. Ableitungsschritt:}}\quad &(\varphi \vee \neg \varphi )&\quad &(FU):\,2.,4.\end{alignedat}}}
Damit wurde die folgende neue Sequenzenregel abgeleitet:
{\displaystyle \quad \left(AD\right)\qquad {\frac {}{\varphi \vee \neg \varphi }}}
Sie kann nun genau wie die Grundregeln des Kalküls verwendet werden.

## Die Ableitbarkeitsrelation und der Ableitbarkeitsoperator

### Definition
Zur Formalisierung der Ableitbarkeit wird oft der Ableitungsoperator (auch Inferenzoperation) verwendet, der über die Ableitungsrelation (auch Inferenzrelation) {\displaystyle \vdash } definiert wird.
Wenn – gemäß den Regeln eines konkreten Kalküls – der Ausdruck {\displaystyle \varphi } (die Konklusion oder die Konsequenz) aus der Menge {\displaystyle \Theta } (den Prämissen) in endlich vielen Schritten abgeleitet werden kann, schreibt man dafür
{\displaystyle \Theta \vdash \varphi }; hierbei ist {\displaystyle \vdash } die Ableitungsrelation.
Bei dieser Ableitbarkeitsrelation (auch Inferenzrelation) handelt es sich um eine Relation zwischen einer Menge von Aussagen, den Prämissen, und einer einzelnen Aussage, der Konklusion. {\displaystyle \Theta \vdash \varphi } ist dabei zu lesen als: „{\displaystyle \varphi } ist aus {\displaystyle \Theta } ableitbar“.
Fügt man einer gegebenen Menge {\displaystyle \Theta } von Ausdrücken alle aus {\displaystyle \Theta } ableitbaren Ausdrücke hinzu (man sagt, man bilde den deduktiven Abschluss), so wird dadurch der Ableitungsoperator (auch Inferenzoperation) {\displaystyle H} definiert:
{\displaystyle H(\Theta )=\{\varphi |\Theta \vdash \varphi \}}
Unterschiedliche Logiken definieren jeweils einen unterschiedlichen Ableitbarkeitsbegriff. So gibt es einen aussagenlogischen Ableitbarkeitsbegriff, einen prädikatenlogischen, einen intuitionistischen, einen modallogischen usw.

### Eigenschaften von Ableitungsoperatoren
Es gibt eine Reihe von Eigenschaften, die den Ableitbarkeitsrelationen klassischer und auch zahlreicher nichtklassischer Logiken  gemeinsam sind
- Inklusion: {\displaystyle \Theta \cup \{\varphi \}\vdash \varphi } (Jede Annahme ist auch eine Folgerung).
- Idempotenz: Wenn {\displaystyle \Theta \vdash \varphi } und {\displaystyle \Theta \cup \{\varphi \}\vdash \psi }, dann {\displaystyle \Theta \vdash \psi } (Durch Hinzunahme von Folgerungen zu den Annahmen erhält man keine neuen Folgerungen.)
- Monotonie: Wenn {\displaystyle \Theta \vdash \varphi }, dann {\displaystyle \Theta \cup \Delta \vdash \varphi } (Hinzufügen von Annahmen erhält die bisher möglichen Folgerungen.)
- Kompaktheit; Wenn {\displaystyle \Theta \vdash \varphi }, dann gibt es eine endliche Menge {\displaystyle \Delta } mit {\displaystyle \Delta \subseteq \Theta }, so dass {\displaystyle \Delta \vdash \varphi }. (Jede Folgerung aus einer unendlichen Annahmenmenge ist bereits aus einer endlichen Teilmenge zu erreichen.)

Aus den ersten drei dieser Eigenschaften lässt sich folgern, dass {\displaystyle H} ein Hüllenoperator ist, d. h. eine extensive, monotone, idempotente Abbildung.